# Batalla de Calatañazor
La batalla de Calatañazor va ser una enfrontament fictici que suposadament va tenir lloc a Calatañazor (Sòria) el juliol de l'any 1002. Almansor es va veure obligat a fugir, lluitant contra els exèrcits cristians del Regne de Lleó (Alfons IV de Lleó), el Comtat de Castella (Sanç I Garcia) i el Regne de Navarra (Garcia III Sanxes).

## Antecedents
A principis de 1002, Almansor es va preparar, seguint el seu costum anual, per a trencar la frontera cristiana, com ja havia fet amb Barcelona en 985, Santiago en 997 i Pamplona en 999, dirigint els seus atacs cap a Castella, tenint com un dels seus objectius el monestir de San Millán de la Cogolla, que va ser arrasat. Almansor va ordenar que se sumés a la seva host un considerable contingent de tropes nord-africanes amb les quals es va trobar, segons l'acordat, a Toledo. Des d'allí van partir cap a la ribera del Duero, remuntant el curs del riu, en les proximitats de la qual va causar estralls i les terres dels quals va devastar.

## Batalla
Alfons IV de Lleó va sortir a la trobada d'Almansor amb una força d'aliats cristians de Sanç III de Navarra i Sanç García de Castella. Almansor després de ser derrotat va retirar-se, sent encalçat per Sanç I Garcia, Comte de Castella.

## Conseqüències
De retorn de l'expedició, Almansor es va sentir malalt (potser d'una ferida rebuda en combat), però va continuar fent la guerra als infidels i devastant el seu territori fins que la malaltia es va complicar de tal manera que va haver de ser transportat en una llitera, sobre suaus coixins i cobert per un baldaquí i cortines que el protegien de la vista del seu exèrcit. En tal estat va arribar a Medinaceli. Allí els metges van analitzar la naturalesa del seu mal, però, incapaços de posar-se d'acord en un diagnòstic i menys en el tractament oportú, la malaltia es va agreujar prou per a provocar-li finalment la mort. Durant la seva agonia solia dir: Darrere de mi deixo vint mil clients, tots ells feliços i satisfets, tant de bo el dia de demà no tinguin un amo pitjor que jo.
Sentint-se morir, l'amo d'Al-Àndalus va demanar al seu fill Abd al-Malik i a alguns amics íntims que rebessin els seus darrers consells, i nomenà successor al seu fill, cosa que generà la fitna, una guerra civil entre els successors d'Hixem II i els d'Almansor. El cabdill va morir la nit del 10 d'agost de 1002.